# 碧冬茄
碧冬茄（學名：Petunia × atkinsiana）为茄科碧冬茄属的雜交種，最早是由P. axillaris和P. integrifolia雜交形成的，是一種常見的園藝植物。

## 圖片

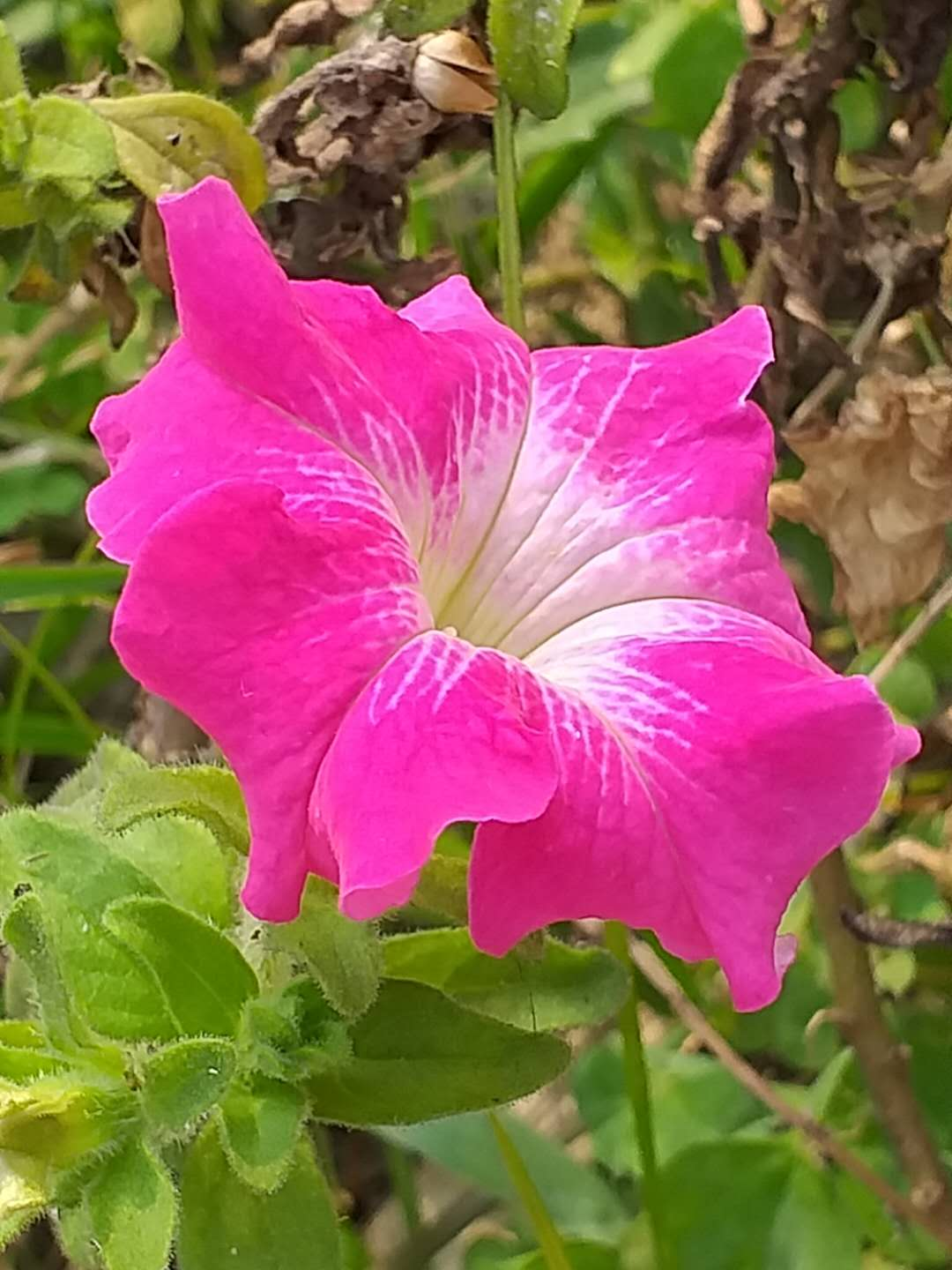
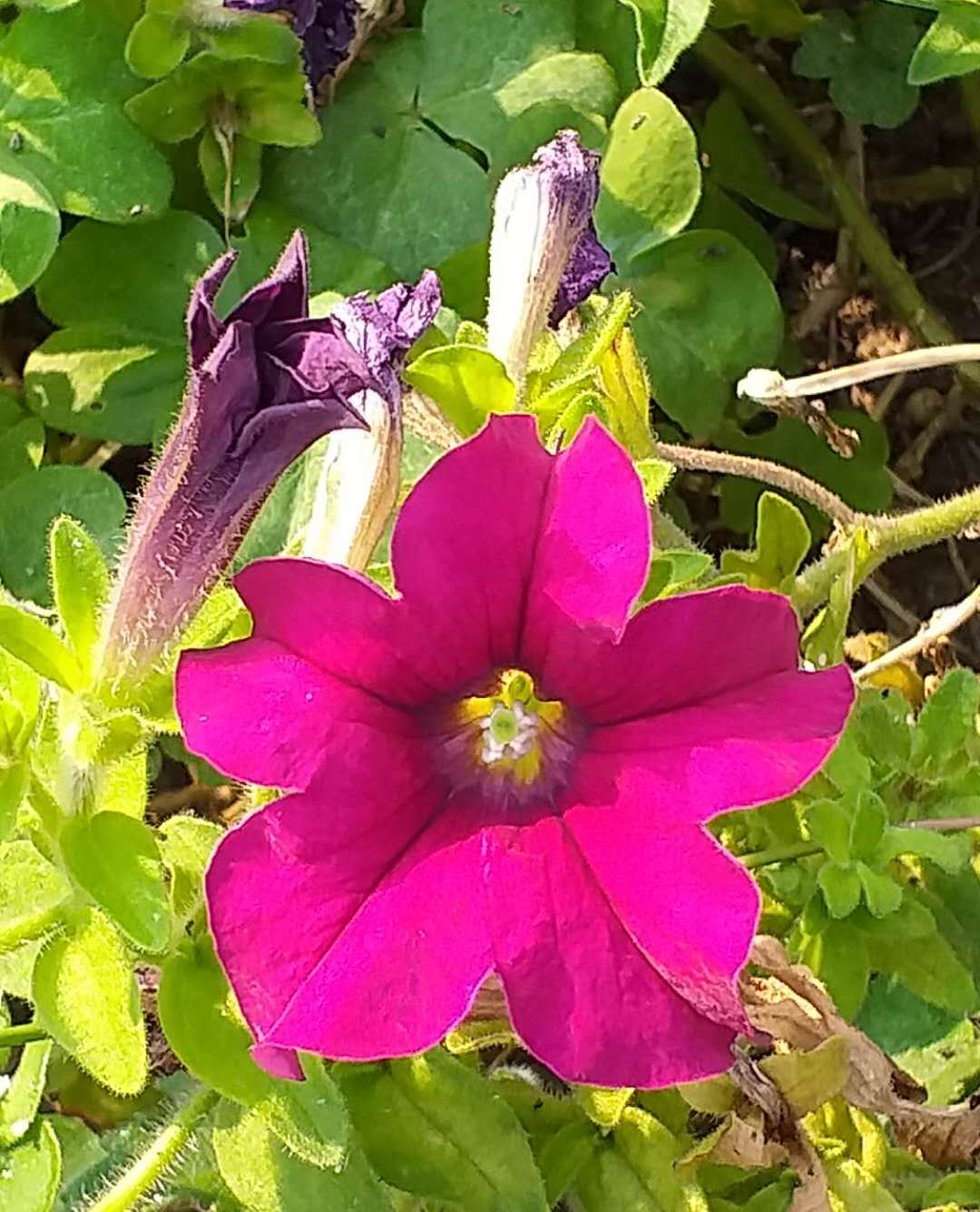
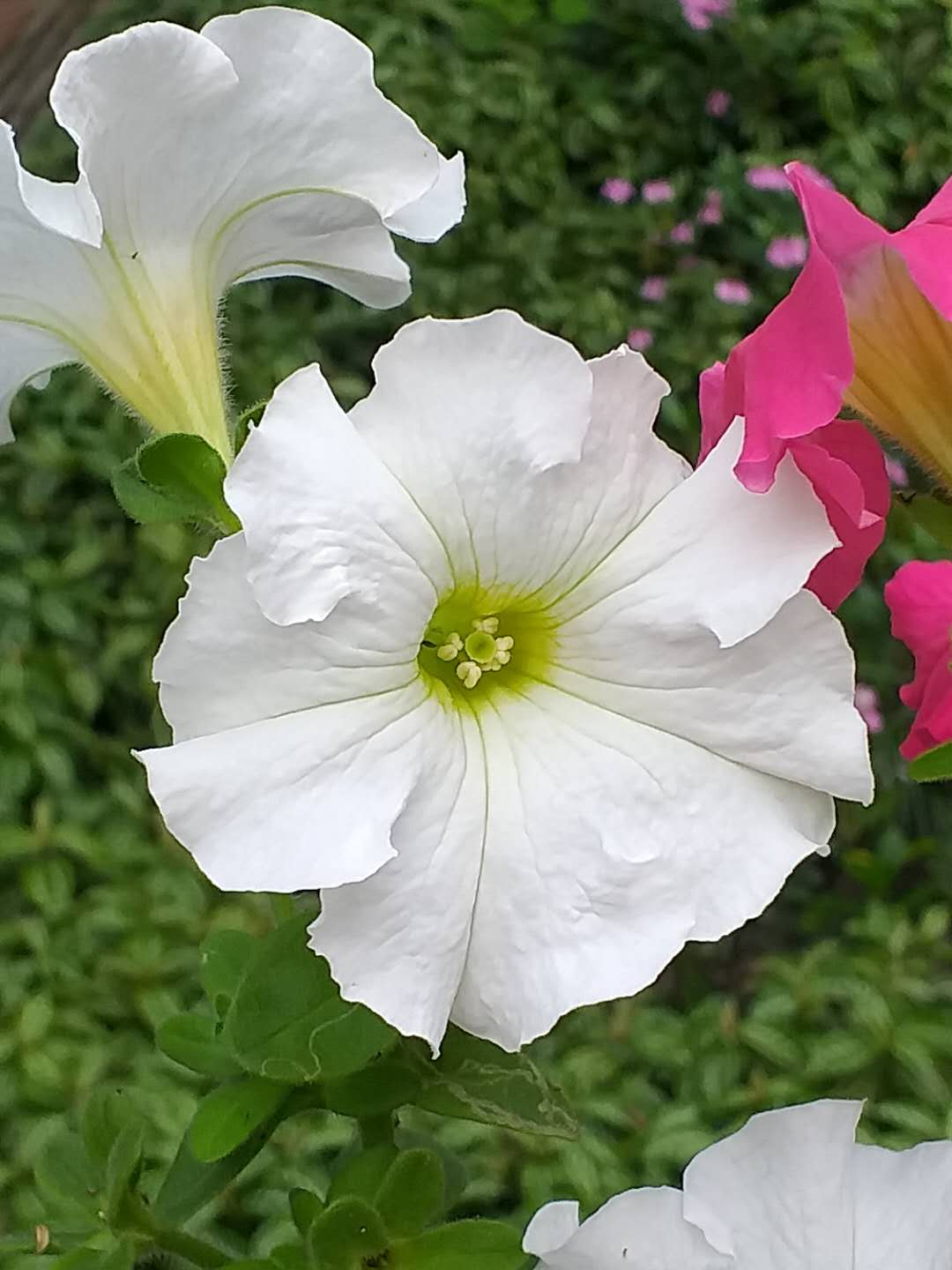
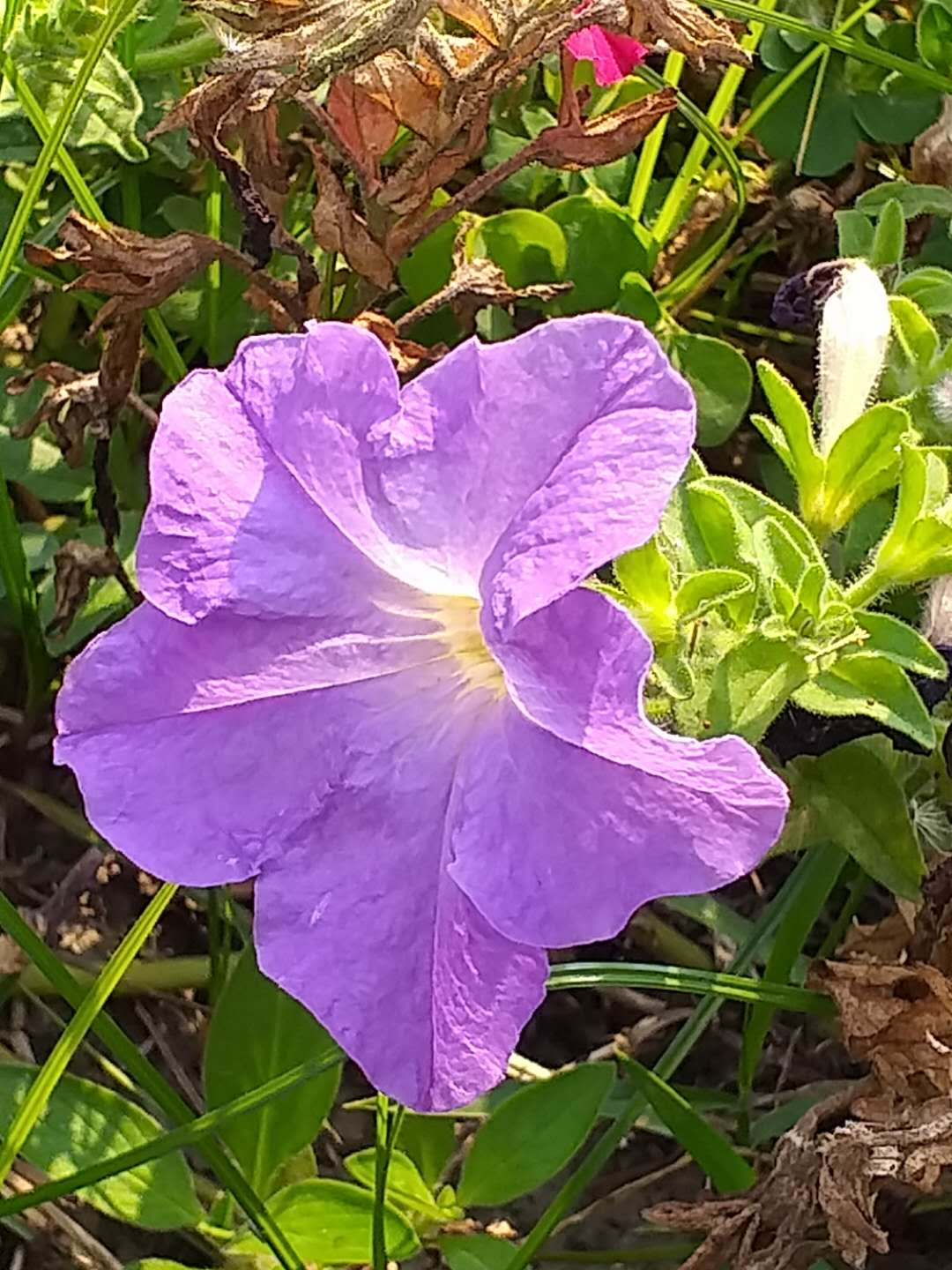
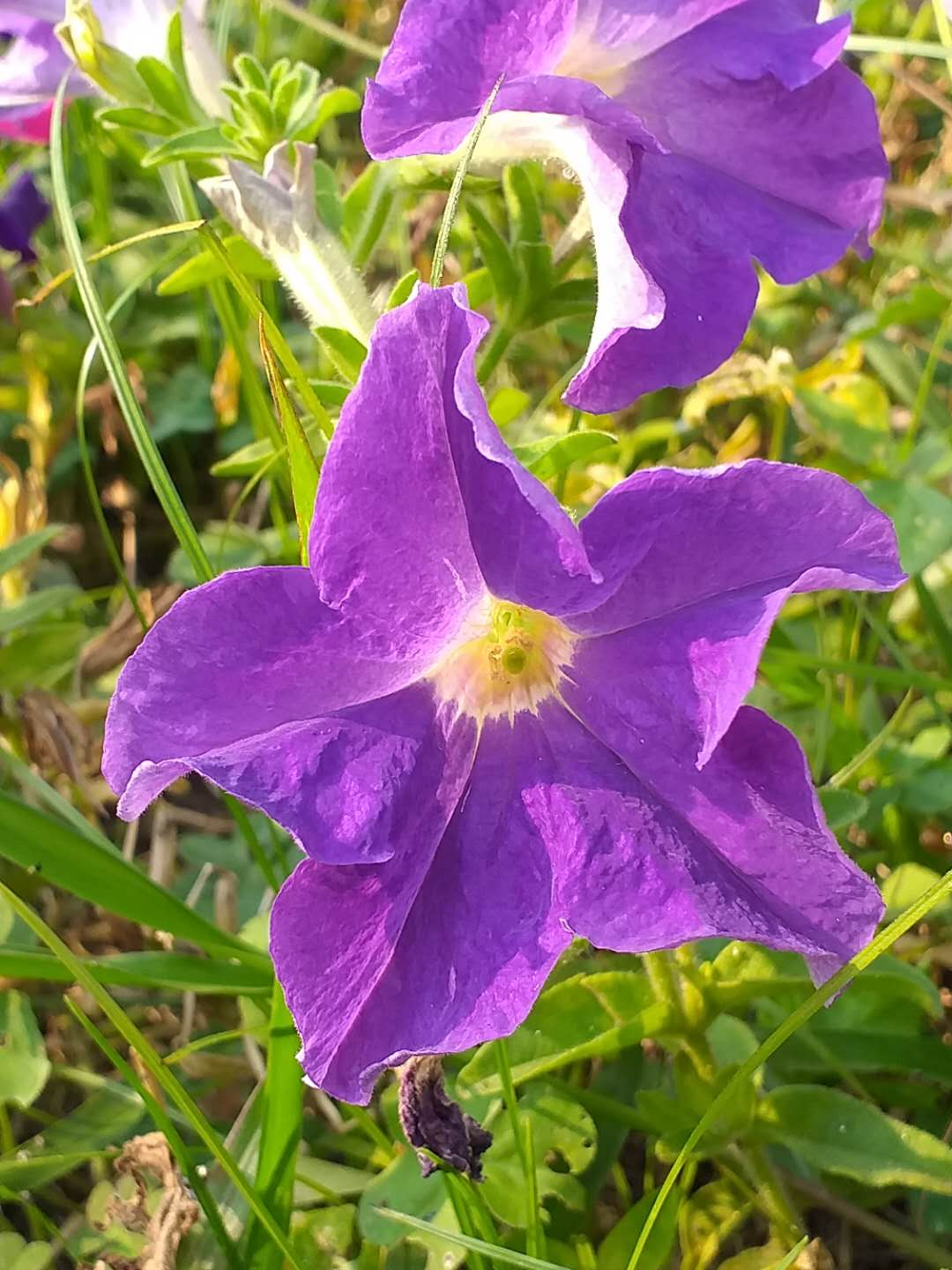
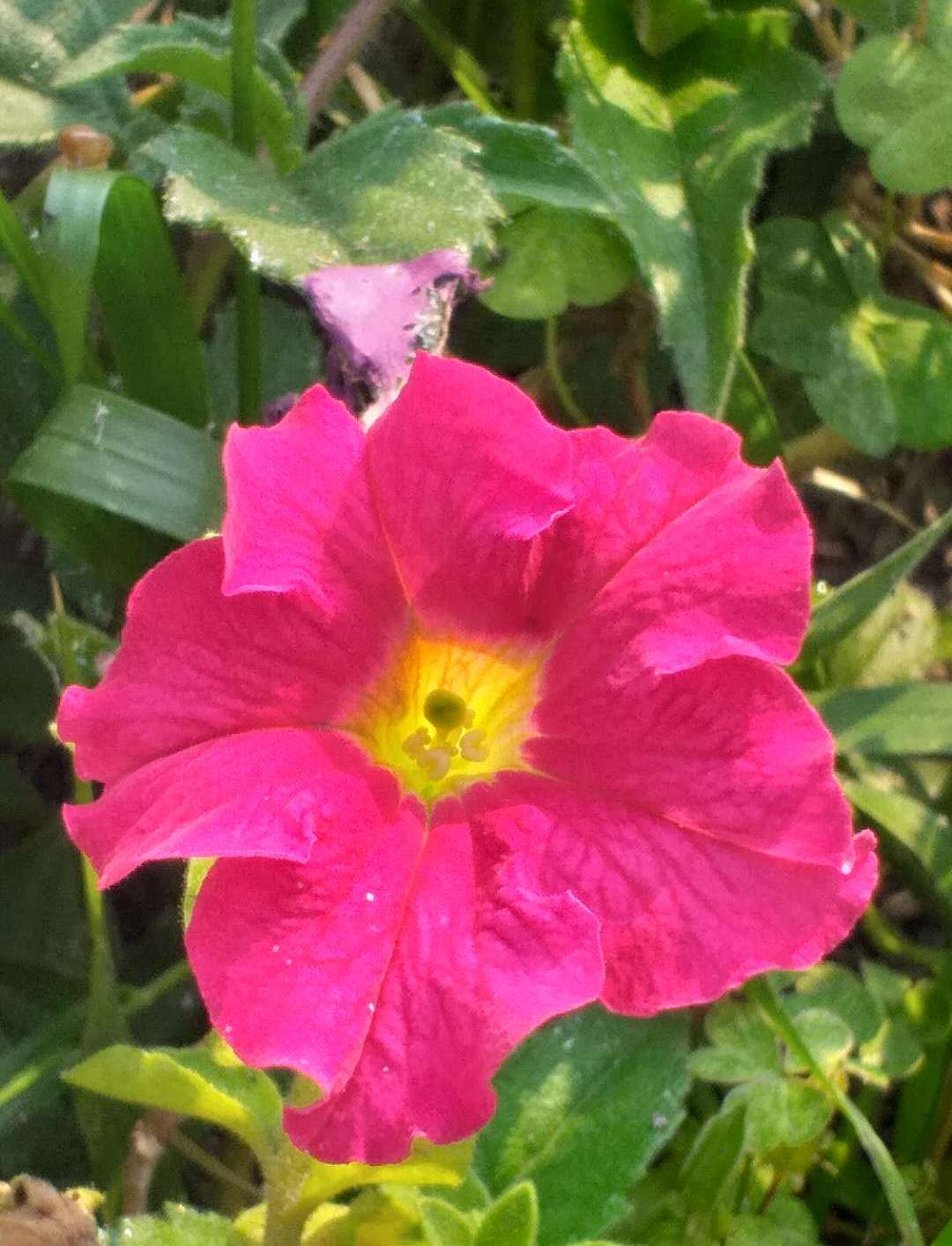
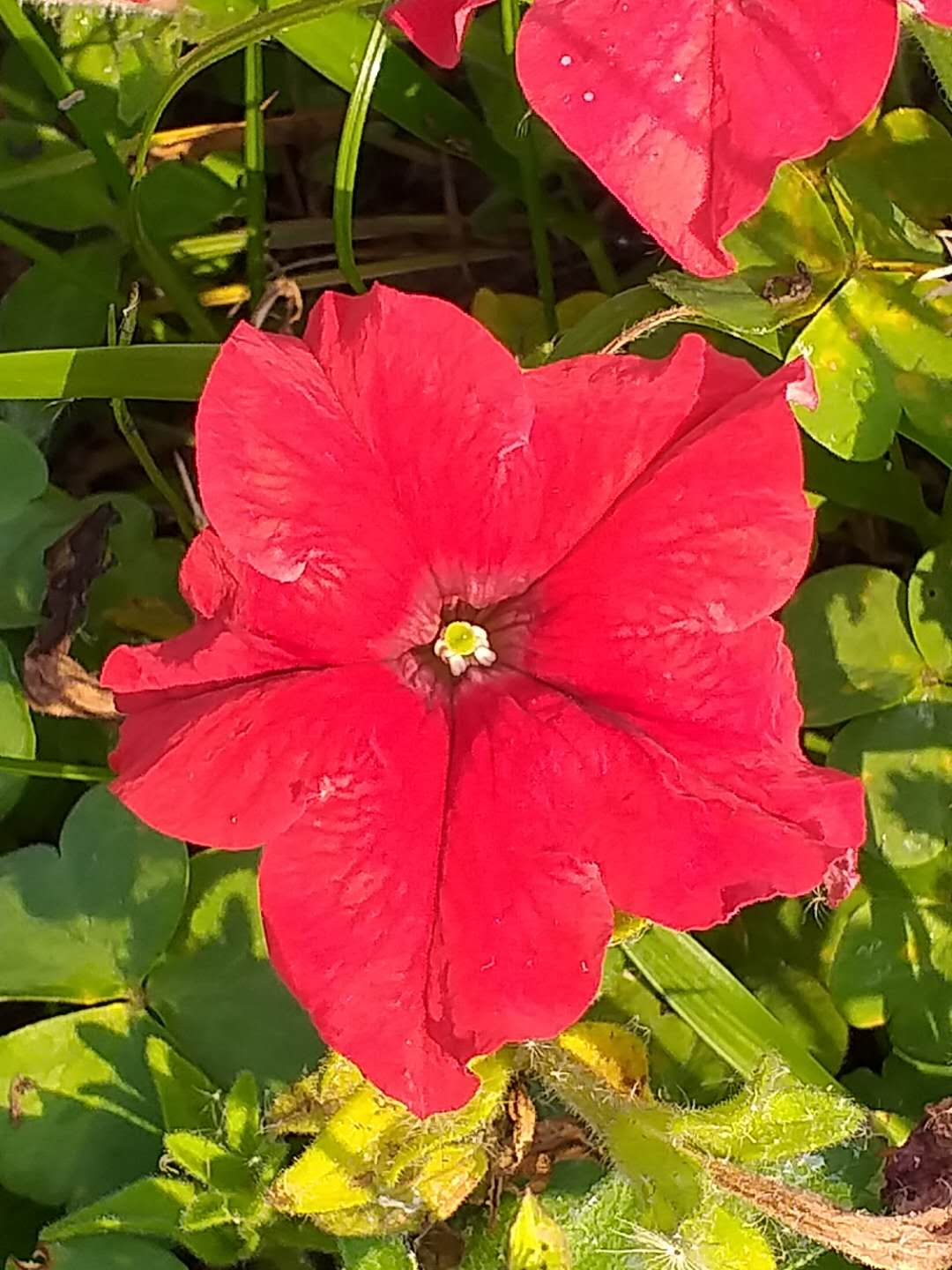
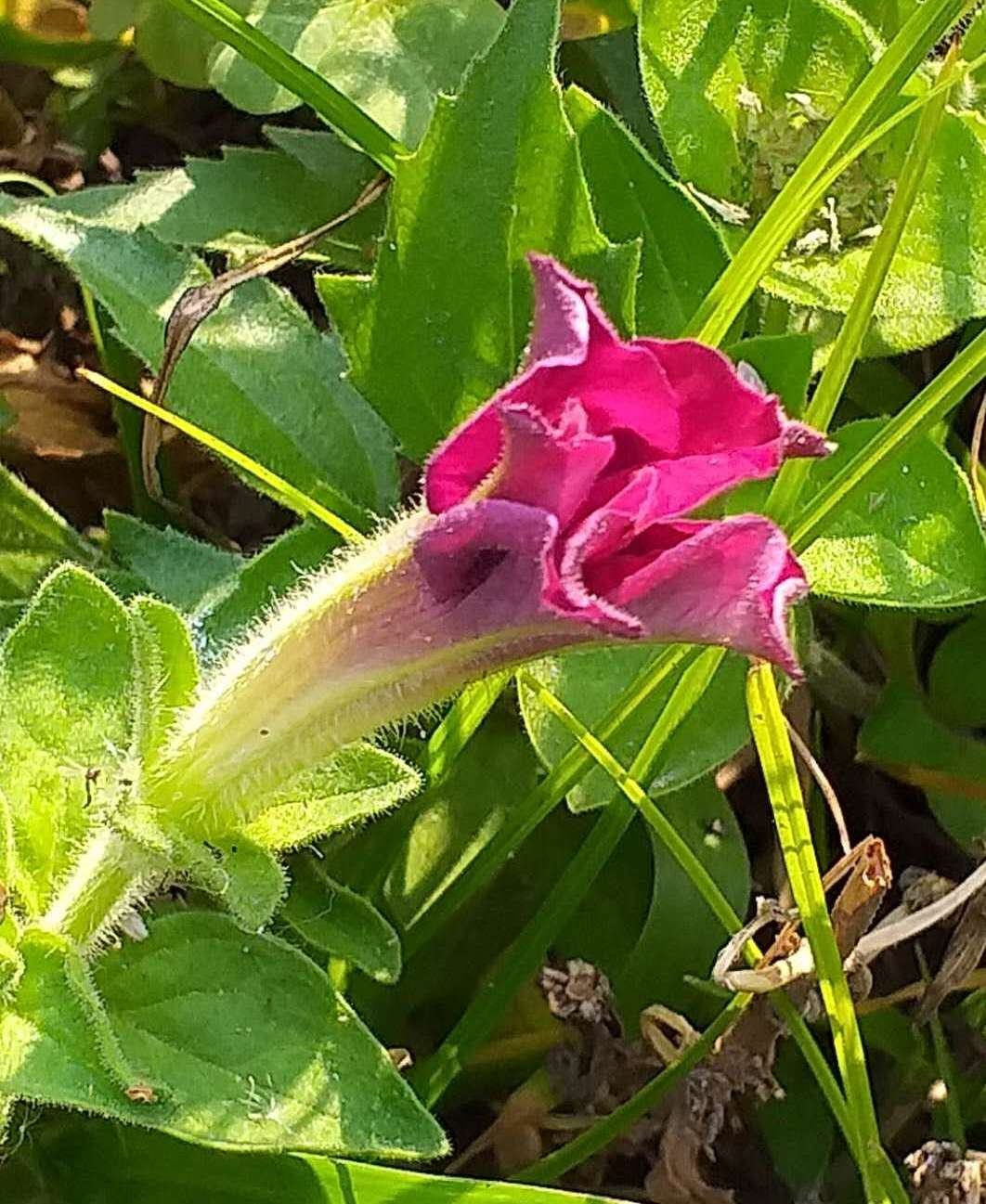

## 外部連結
- 碧冬茄 Bidongqie （页面存档备份，存于） 藥用植物圖像資料庫 (香港浸會大學中醫藥學院) （繁體中文）（英文）